# Iguanura prolifera
Iguanura prolifera är en enhjärtbladig växtart som beskrevs av Ruth Kiew. Iguanura prolifera ingår i släktet Iguanura och familjen Arecaceae. Inga underarter finns listade i Catalogue of Life.